# Mozaik (romániai sajtótermékek)
Mozaik címen több termék is napvilágot látott a romániai magyar sajtóban a két világháború közt.
1. Magát "szépirodalmi, művészeti és kritikai folyóirat"-nak minősítő füzetsorozat. Felelős szerkesztője Ferenczy Erzsébet, szerkesztője Bobrowszky Lilly. Első két évfolyama (1934-35) Szatmárnémetiben jelent meg, a harmadiktól a hatodik évfolyamig (1936-39) Marosvásárhelyen készült. Hol negyed-, hol félévenként látott napvilágot. Az inkább "társasági" jellegű lap Bíró Lajos krokijai, Harsányi Zsolt karcolatai, Mécs László versei mellett Berde Mária és Szentimrei Jenő írásaiból is közöl.
2. Lugoson 1935 szeptemberében indult "irodalmi és riport hetilap" Komáromy István szerkesztésében. 1936/25-ös számától kezdve Temesvárt jelent meg "kultúra-divat-irodalom" alcímmel. Utolsó száma az 1937/14-es. A magazin-típusú lap tartalma szerint erotikus-szexuális jellegű. Első száma Zsolt Béla novellájával jelentkezett, feltűnik a budapesti Forró Pál Szemérem a divatban és a szerelemben c. írása (1935/8), a cikkek nagy része azonban a világirodalomból válogatott anyag, így Dekobra, Kuprin, de Sade márki, Smedley írása. Sok írás aláírás nélkül jelenik meg vagy ellenőrizhetetlen álnéven. Kizárólagos tárgyköre a különböző népek szerelmi élete, a szerelem kriminalisztikája, a nudizmus, a házasságkötés esztétikája, a prostitúció és nemi perverzitás, a szerelem világtörténete, nemi felvilágosítás, film és erotika, válás és házasságtörés.